# (35051) 1981 ED47
1981 ED47 (asteroide 35051) é um asteroide da cintura principal. Possui uma excentricidade de 0.16861350 e uma inclinação de 2.04725º.
Este asteroide foi descoberto no dia 2 de março de 1981 por Schelte J. Bus em Siding Spring.